# Оман на летних Олимпийских играх 1992
Оман принимал участие в Летних Олимпийских играх 1992 года в Барселоне (Испания) в третий раз за свою историю, но не завоевал ни одной медали.
5 спортсменов (все — мужчины) соревновались в 2 видах спорта.
Самым молодым участником оманской сборной был 19-летний спринтер Ахмед Аль-Муамари Башир (احمد هديب•المعمري), а самым старшим — 34-летний Абдулла Салем аль-Халиди (عبد الله سالم الخالدي).

## Состав и результаты

### Лёгкая атлетика
Мужчины
Беговые дисциплины
| Спортсмен                  | Соревнование | Предварительный раунд | Предварительный раунд | Четвертьфинал | Четвертьфинал | Полуфинал | Полуфинал | Финал     | Финал     |
| Спортсмен                  | Соревнование | Результат             | Место                 | Результат     | Место         | Результат | Место     | Результат | Место     |
| -------------------------- | ------------ | --------------------- | --------------------- | ------------- | ------------- | --------- | --------- | --------- | --------- |
| Ахмед Аль-Муамари Башир    | 100 м        | 11,58                 | 8                     | Не прошёл     | Не прошёл     | Не прошёл | Не прошёл | Не прошёл | Не прошёл |
| Абдулла Салем аль-Халиди   | 200 м        | 22,48                 | 8                     | Не прошёл     | Не прошёл     | Не прошёл | Не прошёл | Не прошёл | Не прошёл |
| Мохаммед Аль-Малки         | 400 м        | 48,00                 | 6                     | Не прошёл     | Не прошёл     | Не прошёл | Не прошёл | Не прошёл | Не прошёл |
| Абдулла Мохамед Аль-Анбари | 800 м        | 1:50,72               | 7                     | Не прошёл     | Не прошёл     | Не прошёл | Не прошёл | Не прошёл | Не прошёл |

### Стрельба
Мужчины
| Спортсмен       | Соревнование                            | Квалификация | Квалификация | Финал     | Финал     |
| Спортсмен       | Соревнование                            | Результат    | Место        | Результат | Место     |
| --------------- | --------------------------------------- | ------------ | ------------ | --------- | --------- |
| Халаф Аль-Хатри | Малокалиберная винтовка, лёжа 50 метров | 588          | 43.*         | Не прошёл | Не прошёл |